# یک چیز
«یک چیز» تک‌آهنگی از وان دایرکشن است که در سال ۲۰۱۲ میلادی منتشر شد. این تک‌آهنگ در آلبوم همه شب بیدار (آلبوم وان دایرکشن) قرار داشت.
این تک‌آهنگ در چارت‌های استرالیا، بریتانیا، اسکاتلند، ایرلند، جزو ده ترانه اول قرار گرفت.